# Sudan ved sommer-OL 2020
Sudan deltog under Sommer-OL 2020 i Tokyo som blev afviklet i perioden 23. juli til 8. august 2021.

## Medaljer
| 2020 Tokyo | Guld | Sølv | Bronze | Total |
| Sudan      | 0    | 0    | 0      | 0     |

### Medaljevinderne
| Sudan under sommer-OL 2020 i Tokyo | Sudan under sommer-OL 2020 i Tokyo | Sudan under sommer-OL 2020 i Tokyo | Sudan under sommer-OL 2020 i Tokyo | Sudan under sommer-OL 2020 i Tokyo |
| Medalje                            | Navn                               | Sport                              | Event                              | Dato                               |
| ---------------------------------- | ---------------------------------- | ---------------------------------- | ---------------------------------- | ---------------------------------- |
| -                                  | -                                  | -                                  | -                                  | -                                  |